# Tsuen Wan
Tsuen Wan (antiguamente también Tsun Wan) es una bahía situada en Nuevos Territorios, Hong Kong, China, frente a la Isla Tsing Yi al otro lado del Canal Rambler. La ciudad comercial de Tsuen Wan surgió de los pueblos de los alrededores y los barcos pesqueros de la zona. Dicha ciudad está alrededor de la actual Estación Tsuen Wan del Metro de Hong Kong. Se extendió a medida que se ganaron tierras al mar.

## Historia
De acuerdo a los hallazgos arqueológicos, había personas asentadas en la región de Tsuen Wan hace dos mil años

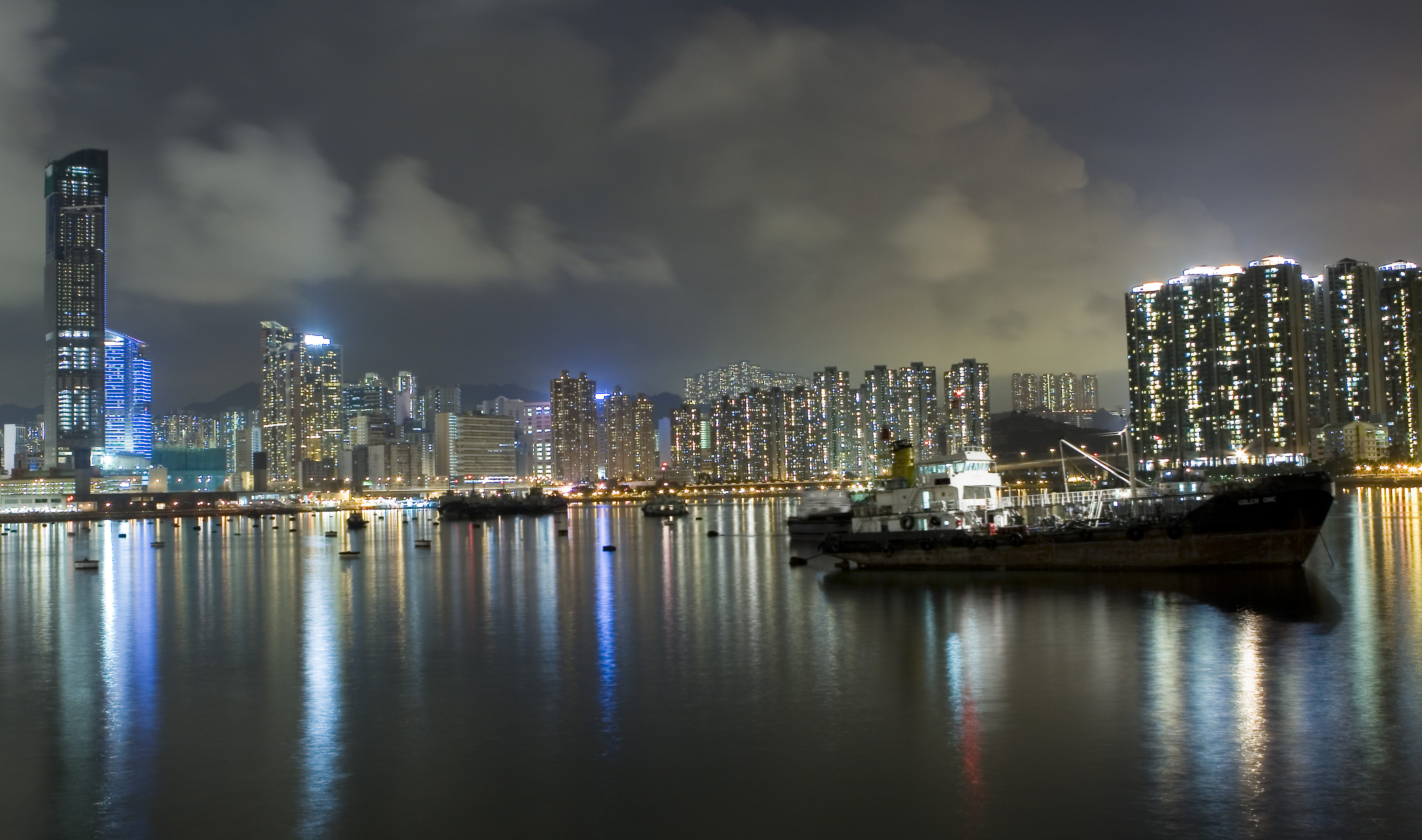
Imagen nocturna de Tsuen Wan tomada cerca de Belvedere Gardens Estate. En la izquierda está Nina Tower

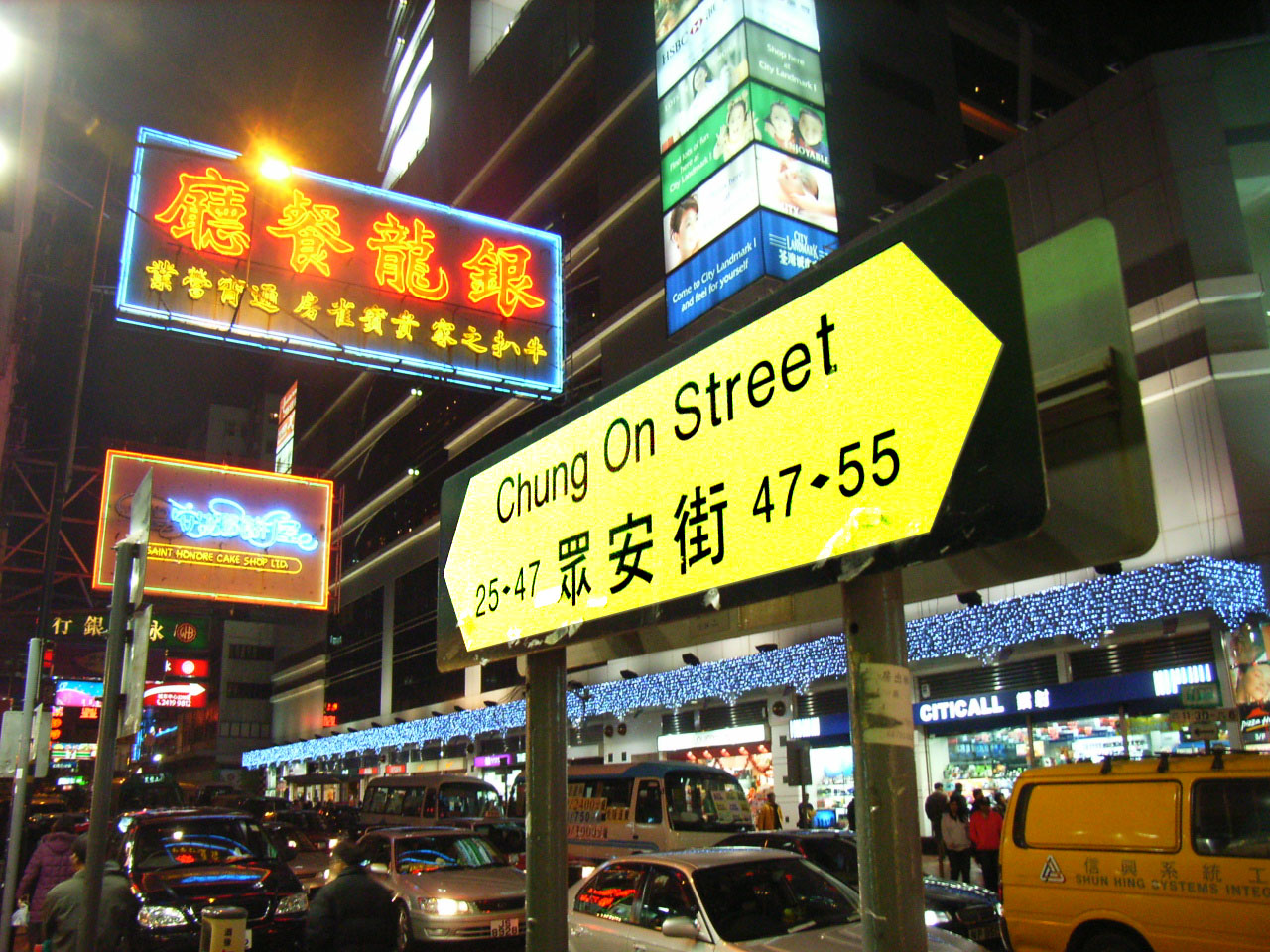
Zona comercial en Chung On Street, Tsuen Wan

Antiguamente se conocía como Tsin Wan (淺灣) que significa bahía poco profunda, y fue renombrada posteriormente Tsuen Wan. Otro nombre, Tsak Wan (賊灣, pronunciación en dialecto hakka: tshet wan), bahía de piratas, indica la presencia de piratas por la zona hace mucho tiempo. De hecho, la zona alrededor del Canal Rambler era conocida como Sam Pak Tsin (三百錢), que significa literalmente trescientas monedas. Había una leyenda de que los piratas que recogieran trescientas monedas deberían pasar por la zona.
En 1911, había unos 3000 habitantes viviendo en Tsuen Wan. En el siglo XX, se instalaron gradualmente fábricas en la zona, debido a su proximidad a Kowloon. Desde la construcción de Castle Peak Road en 1917, podían llegar a la ciudad vehículos de motor, además del acceso a pie o en barco. Los servicios regulares de autobús no comenzaron hasta 1933. Las primeras industrias se basaban en el amplio suministro de agua para fabricar barras de incienso, conservas de frutas y productos agrícolas, mientras que las industrias después de la Segunda Guerra Mundial incluían artículos metálicos y textiles.
En la década de 1950, el Gobierno de Hong Kong desarrolló la zona con ciudades planificadas. En la década de 1960 se promovió la Ciudad Planificada de Tsuen Wan, que incluía urbanizaciones como Fuk Loi, construida en 1967. En 1971 la zona tenía 400 000 habitantes. Fue una de las últimas zonas de Hong Kong promovidas sin el "Plan Director de la Colonia". En Tsuen Wan se sitúa un museo de un pueblo local, llamado Sam Tung Uk Museum. El museo consiste en un pueblo amurallado de 200 años de antigüedad que contiene exposiciones diseñadas para reproducir la vida tradicional en los pueblos. Se donó en 1981 y después de una restauración durante la construcción del Metro de Hong Kong, abrió al público en 1987.

## Puntos de interés
Discovery Park, uno de los centros comerciales más grandes de Hong Kong, está situado en Tsuen Wan Town. Hay una calle de joyerías. Otros puntos de interés son el Tsuen Wan Shopping Plaza, Tsuen Wan City Landmark, Citywalk and L'Hotel, el Sam Tung Uk Museum, el Templo de Tin Hau y el Panda Hotel, uno de los hoteles más grandes de Hong Kong. Las Nina Towers, que contienen una torre de 80 plantas, también están situadas en Tsuen Wan. La empresa de televisión por cable de Hong Kong, i-CABLE, tiene su sede en Tsuen Wan, en la Wharf Cable Tower.
Situado en un valle, una llanura y tierras ganadas al mar, Tsuen Wan está rodeada en dos lados por colinas y bosques que constituyen el Parque de Shing Mun y el Parque de Tai Mo Shan. Dentro de estos parques está el pico Tai Mo Shan, el punto más alto de Hong Kong con 957 metros, y el Embalse Shing Mun Superior. La Route Twisk discurre por estos parques conectando Tsuen Wan con Pat Heung, pasando por Shek Kong. Construida originalmente por los Royal Engineers como una calle militar, abrió al público el 25 de mayo de 1961.
Un proyecto de renovación urbana dio lugar a los centros comerciales Citiwalk y Citiwalk 2, así como los edificios residenciales por encima de ellos.

## Viviendas

### Urbanizaciones públicas
- Cheung Shan Estate
- Fuk Loi Estate
- Lei Muk Shue Estate
- Shek Wai Kok Estate
- Bo Shek Mansion
- Clague Garden Estate
- Moon Lok Dai Ha

### Urbanizaciones privadas

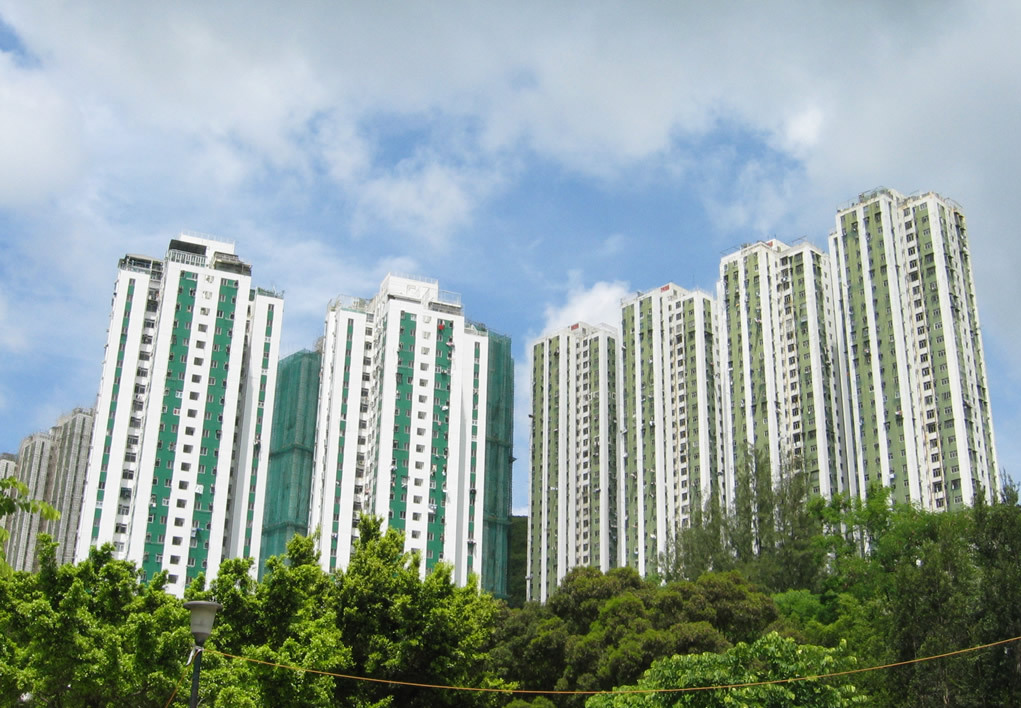
Allway Gardens

Algunas urbanizaciones privadas en Tsuen Wan son:
- Belvedere Garden
- The Cairnhill
- The Cliveden
- Discovery Park
- The Dynasty
- The Westminster Terrace
- Luk Yeung Sun Chuen
- Riviera Gardens
- Serenade Cove
- Skyline Plaza
- Tsuen King Garden
- Tsuen Wan Centre
- Tsuen Wan City Landmark
- Tsuen Wan Plaza
- Allway Gardens (en chino tradicional, 荃威花園) es el primero y uno de los mayores urbanizaciones privadas de Tsuen Wan. Fue promovido por Hopewell Holdings. Está situado en Tsuen King Circuit, la cima de una colina en el oeste de Tsuen Wan. Comprende dieciséis torres construidas en cuatro fases, entre 1978 y 1981.[3]

## Colegios
- Tsuen Wan Government Secondary School
- Hoi Pa Street Government Primary School
- Tsuen Wan Government Primary School
- St. Francis Xavier's School Tsuen Wan
- Holy Cross Lutheran School
- Mary Of Providence Primary School (W.D.)
- Hong Kong Baptist Convention Primary School
- Ho Fung College
- Rosebud Primary School

## Transporte público

### Trenes
Tsuen Wan es servida por la Estación Tsuen Wan del Metro de Hong Kong, en la Línea Tsuen Wan. Otra estación, la Estación Tsuen Wan Oeste, abrió a finales de 2003 como parte de la Línea Oeste.

### Ferris
El Muelle de Tsuen Wan conecta Tsuen Wan con Park Island, una urbanización privada en Ma Wan.

## Más información
- Hayes, James (1993). Tsuen Wan: growth of a 'new town' and its people. Oxford University Press. ISBN 978-0-19-585166-3.